# Richard Pringiers
Richard Pringiers, né à Courtrai le 7 juillet 1869 et mort à Uccle le 4 septembre 1937, est un architecte belge de la période Art nouveau qui fut actif à Bruxelles.

## Biographie
Après une formation à l'Académie royale des beaux-arts de Bruxelles, Richard Pringiers entra dans l'atelier Victor Horta : il fut dessinateur principal du bureau Horta et collabora à la construction de la Maison du Peuple de Bruxelles.
Il devint ainsi l'architecte attitré du Parti Socialiste belge, qui lui confia la construction de plusieurs immeubles : 
- le siège du quotidien socialiste « Le Peuple »,
- l'imprimerie du quotidien socialiste « Le Peuple »
- le siège de la société coopérative d'assurances du Parti Socialiste « La Prévoyance Sociale »

## Style
Richard Pringiers s'inscrivait dans la tendance « Art nouveau floral » initiée par Victor Horta, par opposition à la tendance « Art nouveau géométrique » initiée par Paul Hankar (voir Art nouveau en Belgique).
Son Art nouveau tardif est cependant teinté d'éclectisme.

## Réalisations

### Immeubles de style « Art nouveau floral » teinté d'éclectisme

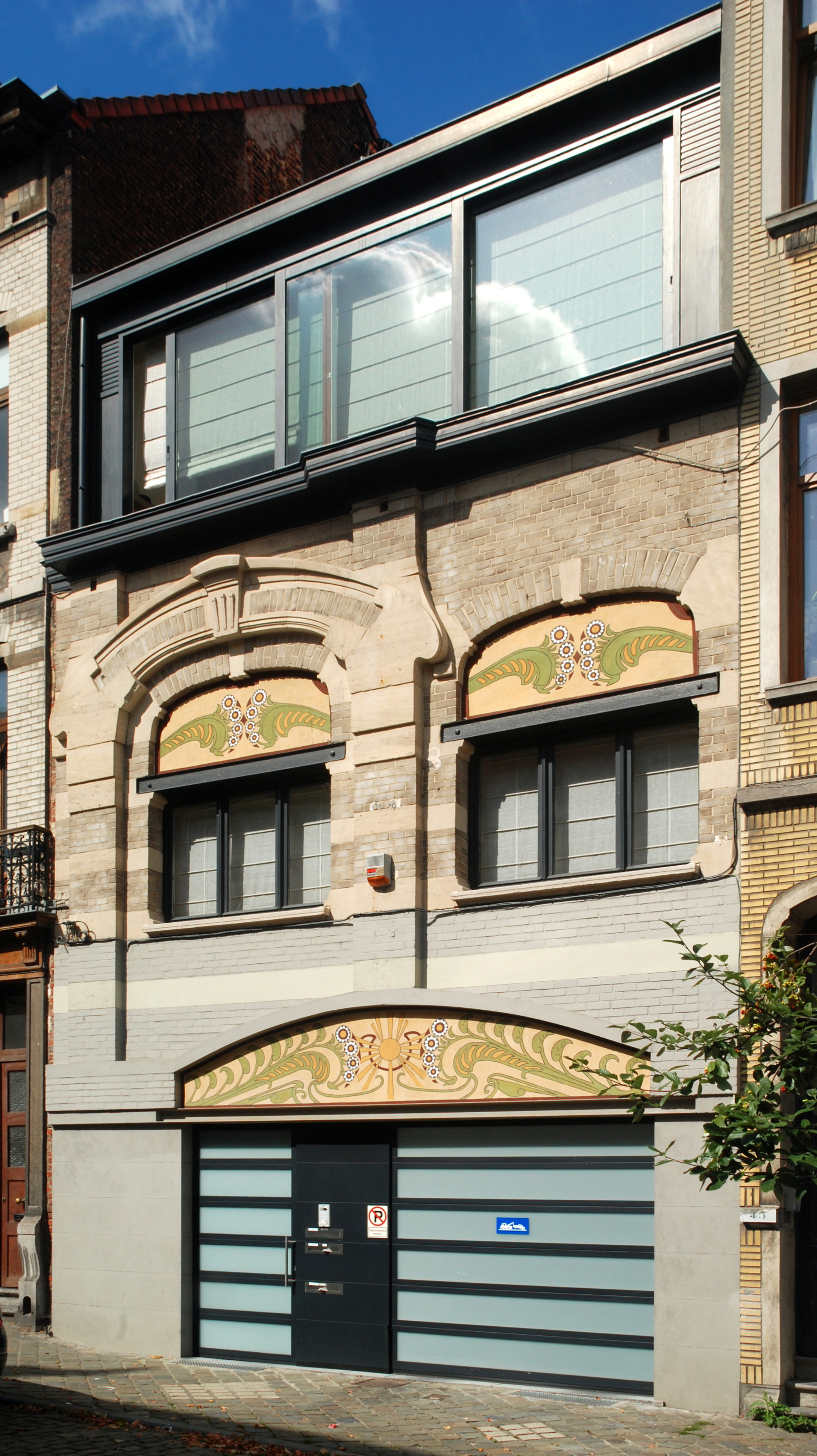
Atelier de sculpture de Jacques Sermon et Henri Pletinckx.

- 1900 : Atelier de sculpture de Jacques Sermon et Henri Pletinckx, rue Arthur Diderich n°47 (beaux sgraffites)

rez-de-chaussée défiguré par un garage en 1978, immeuble et sgraffites restaurés vers 2005
- 1905 : Siège du journal Le Peuple, rue des Sables n° 33-35[1],[2]

- 1911-1912 : Siège de la société coopérative d'assurances du Parti Socialiste "La Prévoyance Sociale", square de l'Aviation n° 29-31-33 (entre la rue Lambert Crickx et la rue de l'Autonomie)

intérieur transformé en style Art déco par Fernand Brunfaut et son fils Maxime en 1931-1932
- 1923 : Imprimerie du quotidien socialiste « Le Peuple », rue Saint-Laurent n° 33-35[2]

transformée en 1931 en style moderniste par Fernand Brunfaut et son fils Maxime
immeuble abandonné durant 30 ans, rénové et abritant actuellement la Casa des Asturias

### Immeubles de style éclectique[3]
- 1908 : avenue Jean Volders, 66